# Hoeve Libeek
Hoeve Libeek is een boerderij en voormalig kasteel in het Nederlandse dorp Libeek, provincie Limburg. Het gebouwencomplex is een rijksmonument.

## Geschiedenis
De oudste vermelding van kasteel Libeek dateert uit 1286: in dat jaar kreeg de hertog van Brabant het ‘chastel libois’ in handen. De inname en mogelijke verwoesting van het huis door de hertog zal deel hebben uitgemaakt van de Limburgse Successieoorlog die na de dood van de Limburgse hertog Walram IV was uitgebroken. Waarschijnlijk was Libeek oorspronkelijk een Limburgs bezit en daardoor een onderdeel geworden van de strijd. In 1290 benoemde Jan van Heelu het ‘Lybois huus’ ook in zijn kroniek over Brabant.
Het herbouwde kasteel werd in de 14e eeuw bewoond door een familie die zich Van Libeek noemde. Een van de leden van deze familie was Nicolaas, die in 1371 deelnam aan de slag bij Baesweiler.
In de 15e eeuw kwam Libeek in handen van de familie Van Imstenraedt. Zij noemden zich uiteindelijk ook Van Libeek, naar hun bezit.
In 1557 was Libeek in eigendom van het echtpaar Hendrik van Holsit en Maria van Eynatten. Zij overleden in dat jaar en lieten het kasteel na aan dochter Maria. Omdat zij gehuwd was met een telg uit het geslacht Van Hulsberg genaamd Schaloen, kwam Libeek in deze familie terecht. Voor Maria’s kleinzoon Johan Reinier Hoen van Cartils was het bezit van Libeek een middel om lid te mogen worden van de ridderschap. Overigens werd Libeek sinds 1627 niet meer door de adellijke eigenaren zelf bewoond en was het een pachthoeve geworden.
In de 18e eeuw vererfde Libeek naar de familie Hoen van Neufchâteau. In de 19e eeuw kreeg de familie De Loë het huis in handen en zij behielden het tot in de 20e eeuw.

## Beschrijving
Kasteel Libeek lag in de heerlijkheid Eijsden. Het was een riddermatig huis, waardoor de eigenaar toegang kon krijgen tot de Ridderschap van Valkenburg.
De huidige rechthoekige, besloten hoeve gaat deels nog terug tot in de 13e eeuw. Mogelijk was het gebouw oorspronkelijk voorzien van een slotgracht. De waterpoel die tot in de 21e eeuw nog aan de noordzijde aanwezig was, zou hier een restant van kunnen zijn.
Het onderkelderde hoofdgebouw van mergelsteen telt twee bouwlagen en een bel-etage, en wordt afgedekt middels een zadeldak. De middelste kelder dateert uit de 13e eeuw en is daarmee het oudste gedeelte van het huis. Deze kelder is circa 9 bij 7 meter groot en heeft muren van 1 meter dikte. Boven deze kelder zal de oorspronkelijke woontoren hebben gestaan. De zuidelijke kelder is in de 14e eeuw toegevoegd. In de 15e eeuw is de bebouwing boven de kelders vervangen door nieuwbouw, waarbij de middelste kelder van nieuwe, gotische ribgewelven werd voorzien.
Aan de noordzijde is in de 16e eeuw een dwarsgeplaatste vleugel toegevoegd. Deze vleugel is opgetrokken in mergelsteen; de kelder wordt afgedekt door een ellipsbooggewelf. In de muren zijn schietgaten aangebracht.
In de 19e eeuw is aan de oostzijde een niet-onderkelderde bakstenen zijbeuk aangebouwd. In dit gedeelte bevinden zich een trappenhuis en de keuken. Vermoedelijk verving deze aanbouw een 16e-eeuws trappenhuis.
De boerderijgebouwen rond de binnenplaats zijn in de 18e en 19e eeuw opgetrokken.

## Trivia
- In de jaren '70 werden in de Hoeve Libeek opnames gemaakt voor de tv-serie Dagboek van een herdershond. De hoeve deed dienst als boerderij van 'boer Bonte'.[2]
- Vanaf 1974 werden in de Hoeve Libeek jaarlijks in juli de Hoevefeesten georganiseerd door fanfare Sint Gertrudis van Sint Geertruid, met live-muziek, proeverijen en een boerenbruiloft.[3][4]

Aerwinkel · Kasteel Afferden · Aldt Huys · Aldenborgh · Kasteel Aldenghoor · Aldenhoven · Alte Burg · Kasteel Amstenrade · Slot Annendael · Kasteel Arcen · Baersdonck · Bakvliet · Baronsberg · Baxhof · Beegden ·  Benzenrade · Kasteel De Berckt · Kasteel Bethlehem · Beusdaelshof · Binsfeld · Huis Blankenberg · Kasteel Bleijenbeek · Blitterswijck · Boerlo · Bolberg · Bollenberg · Kasteel De Bongard · Borggraaf · Kasteel d'Erp · Kasteel Borggraaf · Kasteel Borgharen · Kasteel Born · Huis Bree · Breust · Kasteel Broekhuizen · Broekhuizen · Gracht Burggraaf · Kasteel De Burght · Kasteel Cartils · Cloppenburg (Oost-Maarland) · Kasteel Cortenbach · Huis De Dael · Dammerscheid · Kasteel De Bockenhof · De Donck (Sevenum) · De Donck (Swolgen) · De Dorth ·  Huis ten Dijcken · Kasteel Doenrade · De Doom · Douve · Douvenrade · De Dries · Kasteel Erenstein · Kasteel Eijsden · Eijsden · Einrade · Kasteel Elsloo · Ensenbroek · Eperhuis · Etzenraderhuuske · Exaten · Kasteel Eijckholt · Kasteel Eyckholt · Eys · Gastendonck · Kasteel Genbroek · Gebroken Slot · Kasteel Geijsteren · Kasteel Op Genhoes · Kasteel Genhoes · Genneperhuis · Kasteel Het Geudje · Kasteel Geulle · Kasteel Geusselt · Geijsteren · Gen Heck · Ghoor · Kasteel Goedenraad · Kasteel Grasbroek · Kasteel Groenendaal · Groethof · Groot Paarlo · Kasteel van Gronsveld · De Gun ·Kasteel Haeren · Kasteel Den Halder · Heerlaer · Heeze · Heijen · 's-Herenanstel · Kasteel Hillenraad · Kasteel Hoensbroek · Hoenshuis · Holstrate · Holtmühle · Huize Holtum · Kasteel Horn · De Horst · Huys ter Horst · Ten Hove (Grathem) · Ten Hove (Panningen) · Huis Brias · Huis Darth ·  Kasteel Hurpesch · Kasteel Sint-Jansgeleen · Kasteel Jerusalem · Kasteel Kaldenbroek · Den Kamp · Kasteel Karsveld · Kasteel Keverberg · Klein Paarlo · Klimmender Huuske · De Kolck · Koppelberg · Laar · Landsfort · Kasteel Lemiers · Kasteelruïne Lichtenberg · Kasteel Limbricht · Lonesteyn · Huize Lovendael · Mazenburg · Kasteel van Meerlo · Kasteel Meerssenhoven · Meezenbroek · Kasteel van Mheer · Middelaar · Kasteel Millen · Kasteel Montfort · Movert · Mulrode · De Munt · Château Neercanne · Kasteel Neubourg · Nienghoor · Huis Nierhoven · Kasteel Nieuwenbroeck · Nije Huys · Kasteel Nijenborgh · Kasteel Nijswiller · Nijthuysen · Kasteel Obbicht · Oedenrade · Kasteel Ooijen · Kasteel Oost (Valkenburg) · Kasteel Oost (Oost-Maarland) · Kasteel Ouborg · Overen · Kasteel Passarts-Nieuwenhagen · Prickenis · Prinsenhof · Puth · De Putting · Raath · De Raay · Ravenhof · Kasteel Reijmersbeek · Kasteel van Rijckholt · Kasteel Rivieren · Rodenbroek · Rosendaal · Kasteel Schaesberg · Kasteel Schaloen · Te Scharen · Schenkenburg · Kasteel Scheres · De Spijker (Geijsteren) · De Spijker (Leeuwen) · Huis Severen · Sibberhuuske · Château St. Gerlach · Spraland · Huis De Spyker · Huize Stalberg · Stalberg (Wellerlooi) · De Steeg · Kasteel Stein · Steinhagen · Steenen Huis · Stoel van Swentibold · Strijthagen (Landgraaf) · Strijthagen (Welten) · Struyver · Kasteel Terborgh · Terlinden (Wijnandsrade) · Terveurdt · Ter Weyer · Kasteel Ter Worm · De Tombe · Huis De Torentjes · Triest · Trippaert · Kasteel Vaalsbroek · Kasteel Vaeshartelt · Valkenburg · Vliek · De Vroenhof · Vrijburg · Kasteel Wambach · Warenberg · Well · Weyershof ·  Wijlre · Kasteel Wijnandsrade · Wijnandsrade · Wijnantshof · Wissegracht · Huize Witham · Kasteel Wittem · Wolfrath · Wylre